# Province de Santiago del Estero
Pour les articles homonymes, voir Santiago del Estero.
La province de Santiago del Estero est une province de l'Argentine, située dans la région du Gran Chaco, dans le centre-nord du pays. Sa capitale est la ville de Santiago del Estero. En 2010 la population recensée se montait à 896 461 habitants. En 2018 sa population était estimée à 958 000 habitants.

## Histoire

### Période précolombienne
Avant la conquête espagnole ce territoire était habité principalement par l'ethnie des Tonocotés, appelés Jurís par les premiers conquistadors. Les Tonocotés pratiquaient l'agriculture et le tissage. Ils avaient aussi bien développé la taille de la pierre. Leur principal territoire de culture était une dépression le long du río Dulce, qu'ils irriguaient par inondation.
Au nord et à l'ouest se trouvaient les Lulés, de culture matérielle fort semblable mais avec une plus forte influence andine ; au sud-ouest vivaient des Quechuas ; à l'est les Vilelas (en) et les Mocovís, et au sud les Sanavirons. Plus à l'est, c'était le domaine des Abipóns ; ceux-ci étaient des nomades guerriers expérimentés, qui par ailleurs résistèrent à l'occupation du Chaco pendant des siècles. Habitant initialement dans la région du Chaco Boréal (près des rivières Paraguay et Pilcomayo), ils migrèrent progressivement vers le sud et occupèrent notamment l'est et le nord-est de la province de Santiago del Estero, au-delà du río Salado del Norte.

### Conquête espagnole
Elle débuta en 1542, et dès 1543, la vice-royauté du Pérou créa la Gobernación del Tucumán située en son sein et incluant le territoire de Santiago del Estero. Après bien des vicissitudes, c'est le 25 juillet 1553 que fut fondée la ville de Santiago del Estero del Nuevo Maestrazgo par le conquistador Francisco de Aguirre.
En 1563, la région fut rattachée à la Real Audiencia de Charcas (capitale la ville de Sucre en Bolivie actuelle), et cela au sein de la vice-royauté du Pérou. En 1564 fut créée la Provincia de Tucumán, Juríes y Diaguitas, avec pour capitale Santiago del Estero. Avec la création de la Gobernación del Tucumán en 1566 et d'un évêché en 1570, la ville commença à avoir de l'importance. En effet la gobernación del Tucumán était une très vaste contrée de quelque 700 000 km2 qui s'étendait depuis le sud de la Bolivie actuelle (département de Tarija), et comprenait les provinces actuelles argentines de Jujuy, Salta, Catamarca, Tucumán, Santiago del Estero, La Rioja et Córdoba. La ville de Santiago del Estero fut la première capitale de cet ensemble, et sur son territoire, on fonda presque toutes les villes de la Gobernación del Tucumán. C'est pourquoi on lui donne le titre honorifique de madre de ciudades (Mère des villes). Mais la ville eut bientôt de gros problèmes liés aux crues périodiques dévastatrices du río Dulce, et de ce fait elle dut céder la place à Córdoba et à Salta, alternativement. Et son diocèse fut transféré à Córdoba. Cependant, sa population rurale, très métissée se maintint élevée, si bien qu'au moment de l'indépendance en 1810, elle constituait en population le tiers des provinces argentines actuelles.
En 1776 le Tucumán fut intégré à la nouvelle vice-royauté du Río de la Plata.

## Géographie

Carte du Chaco sec, défini par le WWF (World Wildlife Fund)

La province a une superficie de 136 351 km2, soit un quart de celle de la France. Elle fait presque totalement partie de la région très plate du Gran Chaco, avec quelques dépressions dans lesquelles se forment des étangs et des lagunes. Parmi ceux-ci, le Bañado de Figueroa, le Bañado de Añatuya, et tous ceux qui sont situés près du cours du río Salado et du río Dulce qui traversent la province. Le sol, riche en sel, est en général aride et de type steppique.
Seule une petite portion du territoire, au sud et à l'ouest fait partie dans la zone des Sierras Pampéennes, avec des collines peu élevées comme celles des Sierras de Guasayán et de la Sierra de Choya (à l'ouest), et des sierras de Ambargasta (au sud-ouest, se continuant en province de Córdoba). Plus loin au sud-ouest, aux frontières des provinces de Córdoba et de Catamarca se trouve une vaste zone endorréique déprimée caractérisée par son aridité et par l'existence d'énormes salars comme ceux de l'ensemble Salinas Grandes et Salinas de Ambargasta. Au sud-est, se trouve une autre dépression majeure autour du río Dulce, avec des marécages qui se prolongent et débouchent dans la grande lagune de Mar Chiquita ou Mar de Ansenuza, et d'autres lagunes.
Aux confins orientaux de la province, on trouve de nombreux cratères météoritiques (dans la zone appelée Campo del Cielo). Enfin, au nord-est de la province, on retrouve une portion de la vaste région du Chaco Impenetrable.

## Voies d'accès

### Voie routière

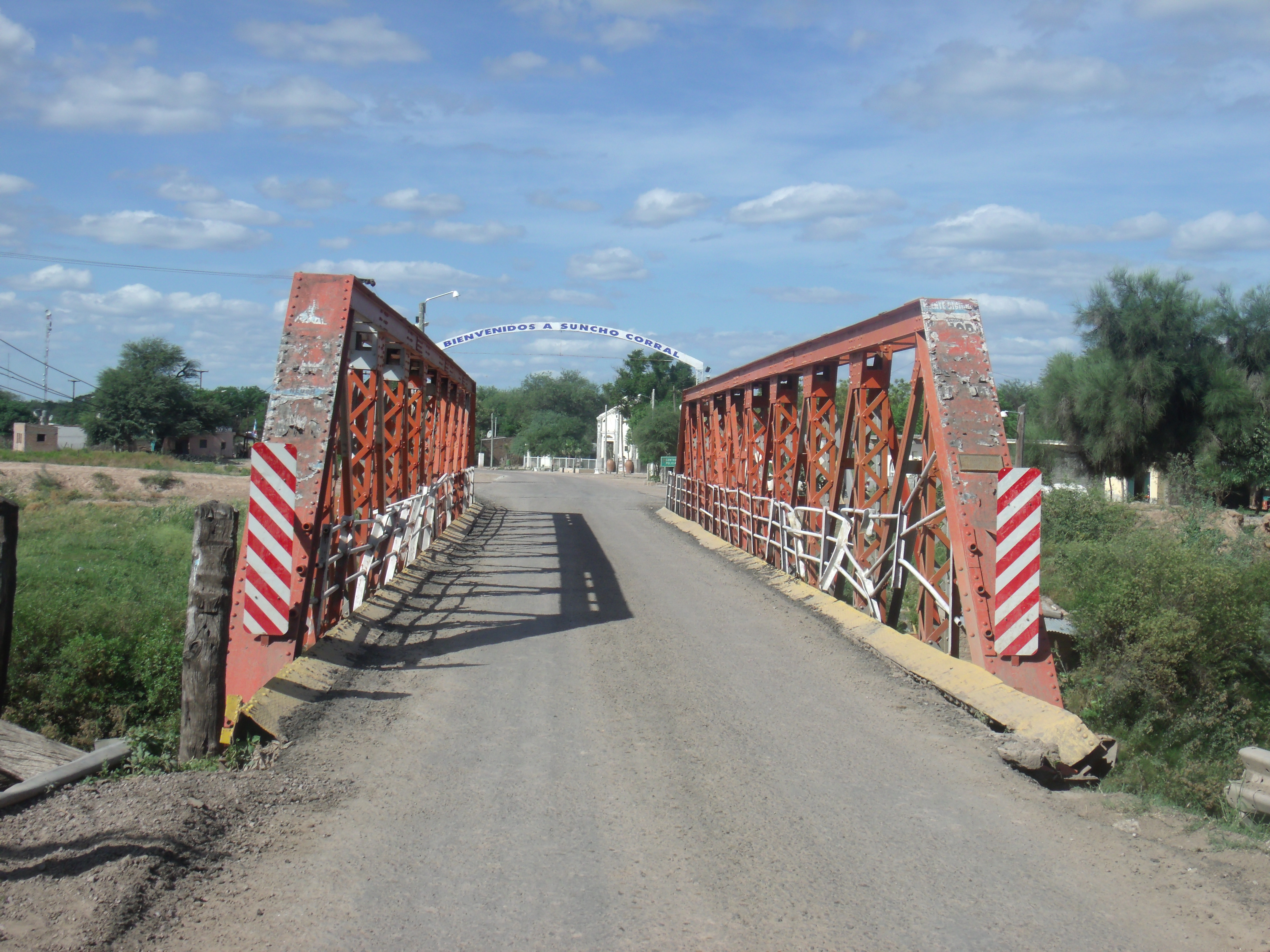
Pont de la route nationale 89 sur le río Salado del Norte à Suncho Corral.

Par la route, on rejoint facilement la province et sa capitale, en empruntant la route nationale 9, qui va du sud vers le nord. Cette grand-route totalement asphaltée et comportant une bonne portion autoroutière relie les trois villes les plus peuplées du pays, Buenos Aires, Rosario et Córdoba à la ville de Santiago del Estero, puis continue au nord vers San Miguel de Tucumán, Salta, San Salvador de Jujuy, et se poursuit en Bolivie.
Toujours dans le sens nord-sud, on peut aussi emprunter la route nationale 34 qui traverse la province, et met ainsi la ville de Santiago del Estero en communication au nord-ouest avec les capitales provinciales de Salta et de San Salvador de Jujuy.
Transversalement, à l'ouest de la province, la route nationale 64 relie la province de Santiago del Estero et sa capitale au sud de la province de Tucumán. Toujours transversalement, mais vers l'est, c'est la route nationale 89 (es) qui relie la région de Santiago del Estero à la province du Chaco et à l'importante route nationale 14 en direction de Resistencia puis du sud brésilien.

### Voie aérienne

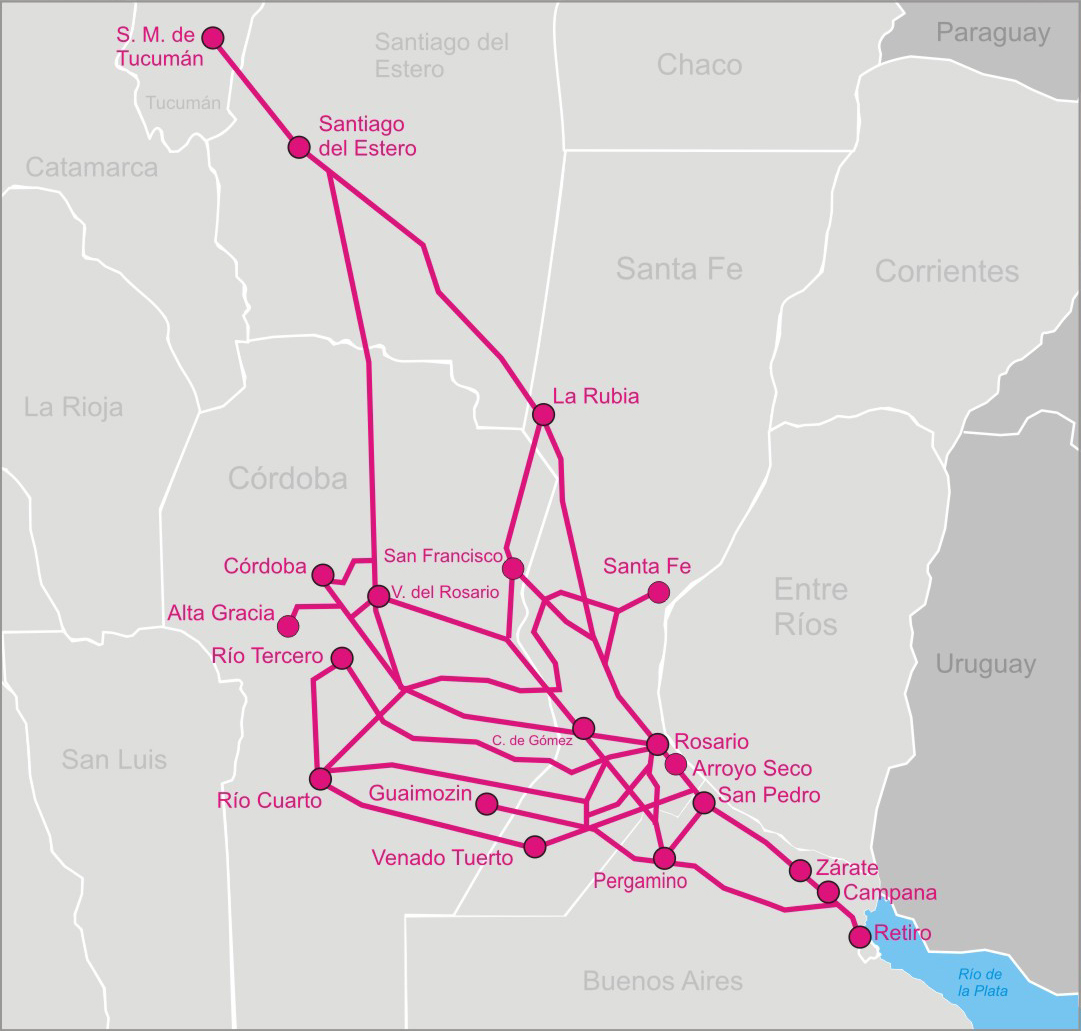
Chemin de fer General Bartolomé Mitre.

Au nord-ouest de Santiago del Estero se trouve l'aéroport Ángel de la Paz Aragonés, avec services réguliers vers Buenos Aires et Córdoba. Fin 2011, on annonça un vaste programme de rénovation et d'agrandissement à réaliser en trois étapes. En 2012, la première étape étant terminée, on débuta la seconde.
La ville de Termas de Río Hondo possède aussi un aéroport international (code IATA = RHD, code ICAO = SANR).

### Voie ferroviaire
La ville constitue une importante station du chemin de fer General Bartolomé Mitre, avec des services réguliers vers San Miguel de Tucumán, au nord, et vers Buenos Aires, Rosario et Córdoba au sud.
En 2010, on a commencé les travaux de réhabilitation de la vieille gare ferroviaire avec design contemporain. L'édifice fut inauguré en juillet 2012 en présence de la présidente Cristina Fernández de Kirchner et en même temps que les travaux de l'aéroport de Termas de Río Hondo. En 2012 fut approuvé le projet du Tren al Desarrollo (es) (train du développement), qui fut inauguré en septembre 2016 par les autorités provinciales. Ce petit métro, long de 10 km relie Santiago del Estero, à la cité sœur de La Banda, avec quatre gares intermédiaires.

## Hydrographie

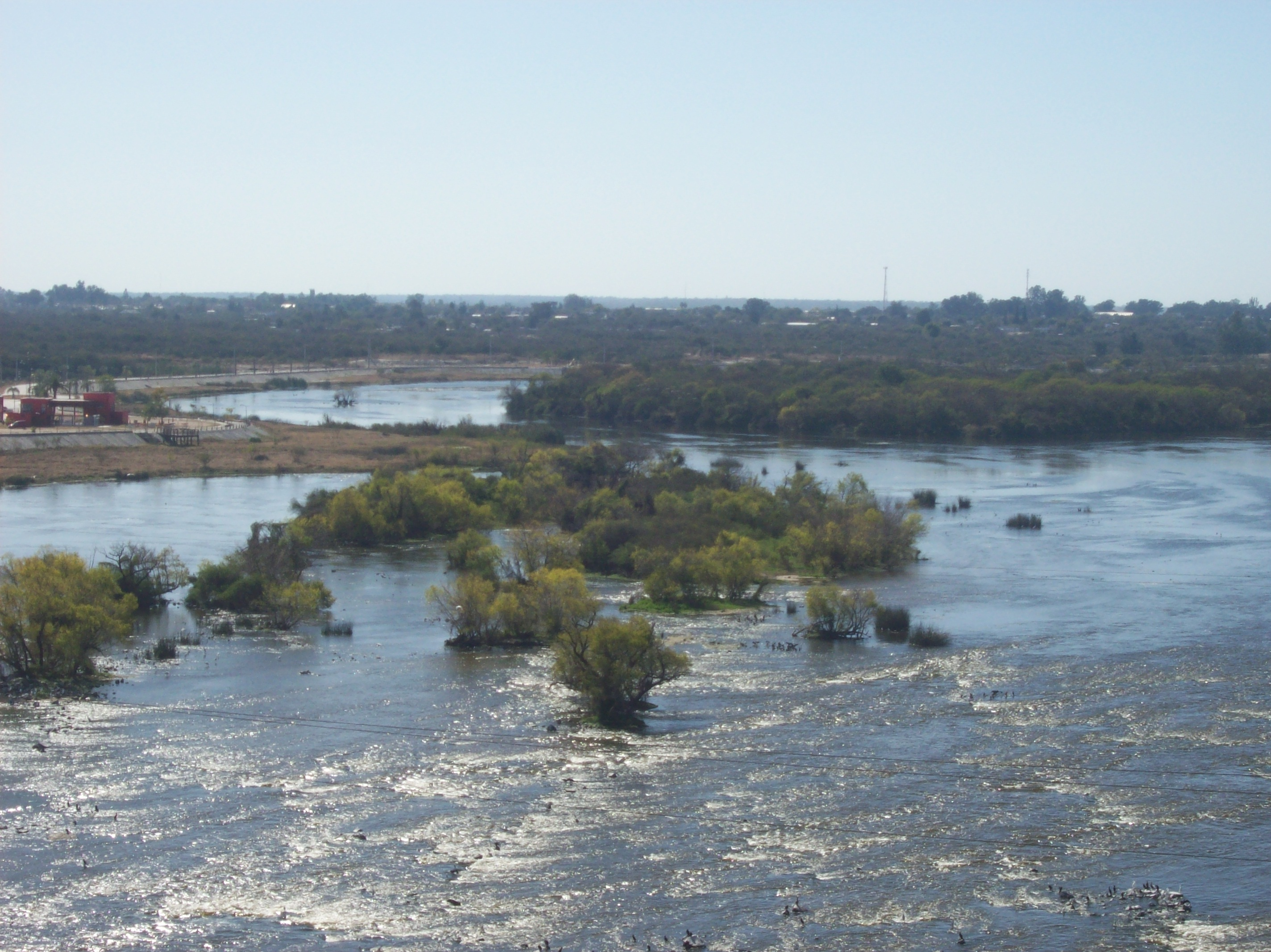
Le Río Dulce peu après la ville de Termas de Río Hondo.

La province de Santiago del Estero est parcourue par cinq rivières principales : le río Dulce, le río Salado del Norte, le río Horcones, le río Urueña et le río Albigasta. Les deux plus importants, tant du point de vue de leur longueur que de leur débit, sont les ríos Dulce et Salado del Norte.
Tous ces cours d'eau naissent dans les sierras qui dominent à l'ouest la plaine du Gran Chaco. Ils ont globalement une orientation allant du nord-ouest vers le sud-est. Les río Dulce et Albigasta sont endoréiques, leurs eaux ne parvenant pas à l'océan. C'est cependant le río Dulce qui est le plus abondant - du moins dans le cadre de la traversée de la province - ; il contribue à l'alimentation de la Mar Chiquita qui doit son titre de mar au fait qu'elle est l'un des plus vastes lacs salés de la planète.

### Canaux du Chaco
Les pionniers de la région sèche durent affronter la dureté du climat et notamment des sècheresses fréquentes génératrices d'un grand manque d'eau, qui affectait le nord-est de la province. Anciennement l'eau était transportée par chemin de fer dans les bourgs. Cependant, dès les années 1940, ce moyen se révéla insuffisant pour une population croissante ayant des besoins croissants.
On commença alors les premiers pompages dans le sous-sol. Puis débuta la construction d'un canal de dérivation, qui prélevait de l'eau dans le río Salado del Norte, vers les localités du département de Copo. En 1977, on inaugura ainsi le Canal de Dios (es) qui donna vie à la région. Coulant du nord-ouest vers le sud-est, il se termine à Pampa de los Guanacos (es). Il alimente une série de localités de la région nord de la province de Santiago del Estero. Il a une longueur de 210 km en son tracé principal, et avec ses ramifications, il atteint environ 300 km. Il traverse la ville de Monte Quemado près de laquelle il donne naissance à une branche importante orientée vers le sud. Le canal de Dios a plusieurs rameaux secondaires, dont deux partent en direction du sud :  l'un qui va depuis Monte Quemado vers Campo Gallo, appelé Canal Virgen del Carmen puis se dirige vers Tintina (es), l'autre depuis Pampa de los Guanacos (es) vers le village de Sachayoj.
Plus au sud (d'une centaine de km), un autre canal important a été construit, détournant également une portion du débit du río Salado del Norte, le Canal de la Patría. Il court parallèlement au canal de Dios et atteint la ville de Tintina, pour se ramifier par après.

## Villes principales
- Santiago del Estero - La Banda (360 923 hab. en 2010), principale agglomération de la province située sur les rives du río Dulce. La Banda, satellite de la capitale, est une ville commerciale et résidentielle.
- Termas de Río Hondo (32 166 hab.), important centre touristique, également sur le río Dulce, est fameuse pour ses eaux thermales.
- Frías (26 649 hab. en 2010), au sud-ouest de la province, proche de celle de Catamarca.
- Añatuya (23 286 hab.), centre d'une région agricole dédiée au soja et au maïs.
- Fernández (18 681 hab. en 2010), localité proche de la capitale
- Monte Quemado (12 543 hab. en 2010), ville blottie au fond du Chaco, située en bordure de la dense forêt d'El Impenetrable. Tout proche se trouve le parc national Copo, créé en 2000. La ville reçoit l'eau déviée du río Salado del Norte grâce à un long canal appelé canal de Dios (es).
- Quimilí (10 959 hab. en 2001)
- Loreto (9 854 hab. en 2001)
- Clodomira (es) (9 043 hab. en 2001)
- Suncho Corral (6 087 hab. en 2001)
- Villa Ojo de Agua (5 832 hab. en 2001)
- Campo Gallo (5 455 hab. en 2001)
- Bandera (5 335 hab. en 2001)
- Beltrán (5 321 hab. en 2001)
- Pampa de los Guanacos (es) (5 273 hab. en 2001)

## Divisions administratives
| No. | Département        | Superf. (km2) | Population 2010 | Chef-lieu             | Carte des départements |
| --- | ------------------ | ------------- | --------------- | --------------------- | ---------------------- |
| 1   | Aguirre            | 3 692         | 7 610           | Pinto                 |                        |
| 2   | Alberdi            | 13 507        | 17 252          | Campo Gallo           |                        |
| 3   | Atamisqui          | 2 259         | 10 923          | Villa Atamisqui       |                        |
| 4   | Avellaneda         | 3 902         | 20 763          | Herrera               |                        |
| 5   | Banda              | 3 597         | 142 279         | La Banda              |                        |
| 6   | Belgrano           | 3 314         | 9 243           | Bandera               |                        |
| 7   | Capital            | 2 116         | 267 125         | Santiago del Estero   |                        |
| 8   | Choya              | 6 492         | 34 667          | Frías                 |                        |
| 9   | Copo               | 12 604        | 31 404          | Monte Quemado         |                        |
| 10  | Figueroa           | 6 695         | 17 820          | La Cañada             |                        |
| 11  | General Taboada    | 6 040         | 38 105          | Añatuya               |                        |
| 12  | Guasayán           | 2 588         | 7 602           | San Pedro de Guasayán |                        |
| 13  | Jiménez            | 4 832         | 14 352          | Pozo Hondo            |                        |
| 14  | Juan Felipe Ibarra | 9 139         | 16 937          | Suncho Corral         |                        |
| 15  | Loreto             | 3 337         | 20 036          | Loreto                |                        |
| 16  | Mitre              | 3 667         | 1 890           | Villa Unión           |                        |
| 17  | Moreno             | 16 127        | 32 130          | Quimilí               |                        |
| 18  | Ojo de Agua        | 6 269         | 14 008          | Villa Ojo de Agua     |                        |
| 19  | Pellegrini         | 7 330         | 20 514          | Nueva Esperanza       |                        |
| 20  | Quebrachos         | 3 507         | 10 568          | Sumampa               |                        |
| 21  | Río Hondo          | 2 124         | 54 867          | Termas de Río Hondo   |                        |
| 22  | Rivadavia          | 3 402         | 5 015           | Selva                 |                        |
| 23  | Robles             | 1 424         | 44 415          | Fernández             |                        |
| 24  | Salavina           | 3 562         | 11 217          | Los Telares           |                        |
| 25  | San Martín         | 2 097         | 9 831           | Brea Pozo             |                        |
| 26  | Sarmiento          | 1 549         | 4 607           | Garza                 |                        |
| 27  | Silípica           | 1 179         | 7 712           | Árraga                |                        |
|     | Total province     | 136 351       | 896 461         | Santiago del Estero   |                        |

## Région Grand nord argentin

En rouge, la région Grand nord argentin.

Un traité interprovincial de création de la région Grand nord argentin (Región Norte Grande Argentino), a été signé dans la ville de Salta, le 9 avril 1999, entre les provinces de Catamarca, Corrientes, Chaco, Formosa, Jujuy, Misiones, Tucumán, Salta et Santiago del Estero.
L'objet primordial de ce traité est la création de la Región Norte Grande et la concrétisation de l'intégration des provinces du Nord-Ouest Argentin (NOA) et du Nord-Est Argentin (NEA), afin d'atteindre dans la réalité un système effectif de consensus et d'action conjointe entre les états signataires.
Le conseil régional du Norte Grande est l'organisme suprême de gouvernement régional, composé de l'Assemblée des gouverneurs, de la Junte exécutive et du Comité coordinateur. Ce dernier est constitué par un représentant du NOA et un autre du NEA, les deux étant de plus membres de la Junte exécutive. La Commission exécutive interministérielle d'intégration régionale coordonne le processus d'intégration à partir des directives des organes supérieurs déjà mentionnés.

## Climat

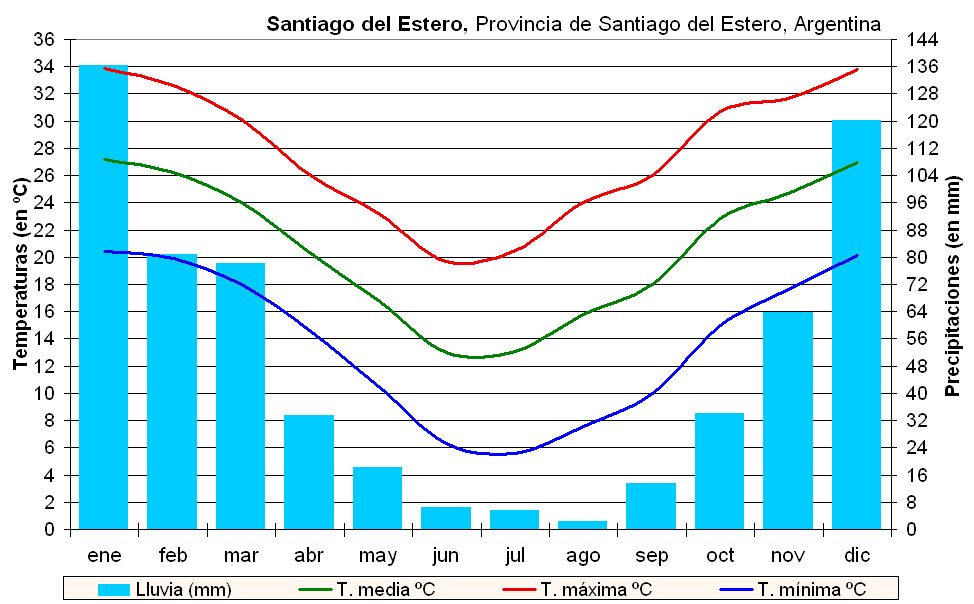
Climogramme de la ville de Santiago del Estero, au centre de la province.

Le climat est de type subtropical avec une longue saison sèche en hiver. De hautes températures sont relevées pendant toute l'année ; la température moyenne est de 21,5 °C, avec des maxima de plus de 47 °C, et des minima de −5 °C. Pendant la saison sèche, en hiver, les précipitations moyennes n'atteignent que 120 mm, mais la moyenne annuelle atteint le chiffre acceptable de 700 mm. Ces précipitations sont plus élevées à l'est et moins abondantes à l'ouest.
| Mois                     | jan.  | fév.  | mars | avril | mai  | juin | jui. | août | sep. | oct. | nov. | déc. | année |
| ------------------------ | ----- | ----- | ---- | ----- | ---- | ---- | ---- | ---- | ---- | ---- | ---- | ---- | ----- |
| Température moyenne (°C) | 26,8  | 25,6  | 23,4 | 20    | 16,7 | 12,7 | 12,6 | 15   | 18,4 | 22,3 | 24,7 | 26,5 | 20,4  |
| Précipitations (mm)      | 135,5 | 111,3 | 83,3 | 37,2  | 16,7 | 6,2  | 3,7  | 4,5  | 13,8 | 33,2 | 67,6 | 96,1 | 609,1 |

## Aires protégées
La province, encore mal connue malgré les splendeurs de certains de ses sites, compte plusieurs réserves ou parcs naturels : 
- Parc national Copo
- Bañados de Figueroa (es) sont un site de marécages très intéressant pour l'observation et la protection des oiseaux. Situé à une centaine de kilomètres au nord de Santiago del Estero, sur les deux rives du Río Salado del Norte, il couvre 60 000 hectares. Encore peu connu, il est surtout fréquenté par des spécialistes, des étudiants et aussi des pêcheurs sportifs.
- Sierras de Ambargasta
- Sierras de Guasayán (es)
- Sierras de Sumampa (es)

## Flore et faune

### Flore
Le biome prépondérant correspond à celui du Chaco, mais fortement modifié par l'homme. Parmi les espèces spécifiques de la zone, citons : l'algarroboe negro, ce qui signifie caroubier (et est de ce fait appelé erronément) (prosopis nigra), le quebracho blanc et le quebracho coloré, le yuchán (ou chorisia), le lapacho (ou Tabebuia), l' espinillo (ou Acacia caven), l' Anadenanthera colubrina (Cebil) et le chañar (ou Geoffroea decorticans, arbuste à fruits de la famille des faboidées).
Les Sierras de Ambargasta (es), situées au sud-est de la province sont couvertes d'une végétation xérophile dense et élevée, où historiquement domine le quebracho colorado santiagueño (Schinopsis lorentzii) et le quebracho blanco (Aspidosperma quebracho-blanco), associés au yuchán (Ceiba chodatii), au guayacán (:Caesalpinia paraguariensis), au palo santo (Bulnesia sarmientoi), à la guaraniná (Brumelia obtusifolia),et aux espèces du genre des Prosopis (appelés ici algarrobos), comme l'algarrobo negro (Prosopis nigra), l'algarrobo blanco (Prosopis alba), l'itín (Prosopis kuntzei) et le Prosopis torquata. On y trouve aussi de grandes cactacées, comme le quimil (Opuntia quimilo), l'ucle (Cereus validus), ou encore le palmier carandilla (Trithrinax schizophylla), différentes espèces d'épineux (Acacia), etc.
Dans les régions sèches occidentales la flore est spécialement adaptée à des périodes prolongées de sècheresse. On trouve dès lors des arbres au bois très dur. Parmi eux le quebracho, le palo santo (Bulnesia sarmientoi), le guayacán, le lapacho, le chañar, des espèces de prosopis ou algarrobos (blanco, negro, ñandubay ou espinillo, algarrobillo espinoso, alpataco et vinal) et de Chorisia (yuchán, samohú), l'urunday, le mistol, le vinal et le palmier caranday. On trouve aussi des cactacées comme l' opuntia quimil)
L'extrême sud-ouest de la province près des Salinas de Ambargasta appartient au district phytogéographique du Chaco aride.

### Faune

#### Mammifères
Tout au long du XXe siècle, les hommes se sont évertués à détruire la riche faune de la province. Les jaguars (ou « tigres »), ocelots, tapirs, caïmans yacarés, guanacos ont disparu. Il est devenu rare de voir les pécaris, jaguarondis, cerfs des marais, daguets gris (mazama guazuvira), loups à crinière (aguaraguazús), tamanoirs et tamanduas.
Sur le territoire de la province, se trouve la limite méridionale des singes du Nouveau Monde (comme le singe hurleur et le capucin), et des paresseux, mais la destruction massive de leur habitat les a presque fait disparaître le siècle dernier. Cependant, on rencontre encore des pumas, des chats de Geoffroy (gato montès), diverses espèces de tatous dont le tatou géant, des opossums à oreilles blanches, renards d'Aszara ou aguarachays, renards des Andes, viscaches, lapins du Brésil ou tapetis (Sylvilagus brasiliensis), petits grisons, mouffettes ou zorrinos, maras du Chaco, ragondins, cobayes nains austraux, cobayes sauvages. Le pécari à lèvres blanches (Tayassu pecari) est aussi présent.

#### Oiseaux
L'avifaune est nombreuse et variée : flamants, pavas de monte, ortalides du Chaco ou charatas, faucons pèlerins, caracaras chimangos, caracaras huppés (caranchos), vautours, busards, amazones à front bleu, aigrettes neigeuses, perruches de Patagonie, urubus noirs, cardinaux, chardonnerets. La présence des oiseaux coureurs est encore assez importante dans la province, comme le nandou (appelé ici surí ). Rien que dans la zone protégée des Bañados de Figueroa, on dénombre sept espèces fort menacées : le nandou d'Amérique (Rhea americana), le flamant du Chili ou austral (Phoenicopterus chilensis), le flamant des Andes (Phoenicopterus andinus), la buse couronnée (Harpyhaliaetus coronatus), le synallaxe des marais (Spartonoica maluroides), le tyranneau barbu (Polystictus pectoralis) et la doradite de Dinelli (Pseudocolopteryx dinelliana).
On note dans cette zone amphibie la présence de 57 espéces d'oiseaux. Parmi elles le macá ou grèbe à bec bigarré (Podilymbus podiceps), l'anhinga d'Amérique (Anhinga anhinga), le héron cocoi (Ardea cocoi), l'onoré rayé (Tigrisoma lineatum), le kamichi à collier (Chauna torquata), le cygne coscoroba blanc (Coscoroba coscoroba), la buse roussâtre (Buteogallus meridionalis), le cariama de Burmeister (Chunga burmeisteri), le conure à tête bleue (Thectocercus acuticaudatus), le martin-pêcheur à ventre roux (Megaceryle torquata), le martin-pêcheur vert (Chloroceryle amazona) et le martin-pêcheur d'Amazonie (Chloroceryle americana), le moucherolle vermillon (Pyrocephalus rubinus), le grand Batara appelé localement chororó (Taraba major) et le chipiu cannelle (Poospiza ornata). Ceux-ci parmi bien d'autres.
Dans le Chaco sec, c'est-à-dire dans la partie centrale et orientale de la province, on peut observer le fauconnet à ailes tachetées (Spiziapteryx circumcincta), l'upucerthie du Chaco (Tarphonomus certhioides), le synallaxe à bec court (Asthenes baeri), l'annumbi alouette (Coryphistera alaudina), le grisin à dos rayé (Myrmorchilus strigilatus), le tourco huppé (Rhinocrypta lanceolata), la calandrite bergeronnette (Stigmatura budytoides), l'ada cendré (Knipolegus striaticeps), le lophospingue à huppe noire (Lophospingus pusillus), le chipiu à capuchon (Poospiza melanoleuca), le chipiu sanglé (Poospiza torquata), le saltatricule du Chaco (Saltatricula multicolor), le dendrocygne à ventre noir (Dendrocygna autumnalis), l'élanion perle (Gampsonyx swainsonii), le macagua rieur (Herpetotheres cachinnans), le conure nanday (Nandayus nenday), le synallaxe rouge (Phacellodomus ruber), le grand Grimpar (Xiphocolaptes major), l'oriole à dos orange (Icterus croconotus), le goglu des prés (Dolichonyx oryzivorus).
Dans les sierras de Guasayán, on trouve des espèces fort différentes caractéristiques des zones sylvestres de montagne et des yungas du nord-ouest argentin : tels l'élénie verdâtre ou localement fiofío corona dorada (Myiopagis viridicata), l'ariane à ventre blanc (Amazilia chionogaster), le tohi à bec jaune (Arremon flavirostris), le merle ardoisé (Turdus nigriceps), le saltator à bec orange ou localement rey del bosque (Saltator aurantiirostris), la colombe à face blanche (Leptotila megalura), la conure mitrée (Aratinga mitrata), et le geai acahé (Cyanocorax chrysops).

#### Reptiles
Parmi les ophidiens, on trouve la dangereuse yarará grande, le redoutable crotale cascabelle, le serpent corail de l'espèce Micrurus pyrrhocryptus, ou encore l'anaconda jaune (comestible grâce à sa chair délicate). Il y a également d'autres reptiles, comme deux espèces de boas, le boa constrictor et le boa arco iris chaqueña, ou encore des lézards comme le tégu commun, des iguanes, des tortues terrestres et des geckos.

#### Amphibiens
Dans la province, on observe notamment la présence de la grenouille créole Leptodactylus latrans, du Physalaemus biligonigerus, du Scinax fuscovarius, et aussi de divers autres Leptodactylus dont le Leptodactylus bufonius, le Leptodactylus chaquensis, le Leptodactylus gracilis, le Leptodactylus mystacinus, le Leptodactylus fuscus, le Leptodactylus latinasus. On y trouve aussi les crapauds Rhinella schneideri et Rhinella arenarum.

#### Poissons
Ils abondent dans tout le bassin du rio Salado del Norte, grand et long affluent du Paraná. On retrouve ainsi une série d'importants poissons jusque dans la province andine de Catamarca, tels le manguruyú (Zungaro zungaro), le dorado ou tigre del río (Salminus brasiliensis) ou encore la tararira (Hoplias malabaricus). Mais on retrouve dans la province bien d'autres espèces . Il faut citer le Sábalo grand migrateur hélas victime d'une insoutenable surpêche en aval (Prochilodus lineatus), le pacú (Piaractus mesopotamicus), le pejerrey (Odontesthes bonariensis), le surubí commun (Pseudoplatystoma corruscans), le patí (Luciopimelodus pati), le silure-spatule (Sorubim lima), l'armado (Pterodoras granulosus), le saumon de rivière ou pirá pitá (Brycon orbignyanus), le bagre jaune (Pimelodus maculatus), le bagre blanc ou moncholo (Pimelodus albicans), la corvina de río (Pachyurus bonariensis).

## Culture

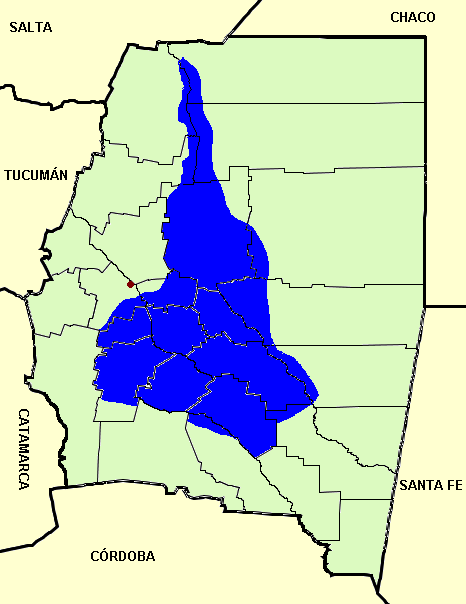
Extension approximative de la langue Quichua dans la province.

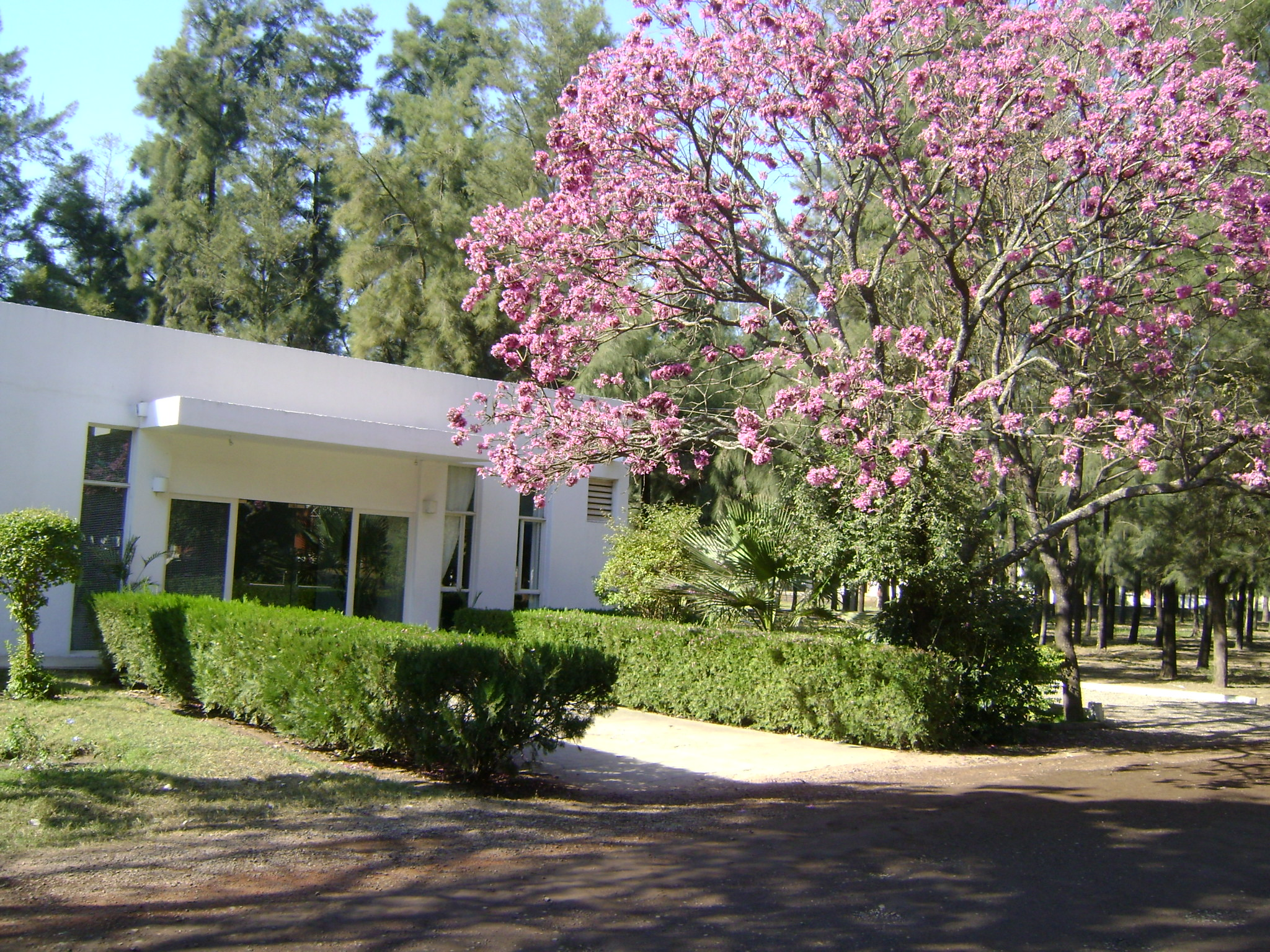
Entrée du rectorat de l'université catholique de Santiago del Estero (UCSE).

### Quichua argentin
Dans la province, un nombre appréciable de personnes parlent le quichua argentin (es), une variante du quechua, qui a des locuteurs dans 14 des 27 départements de la province. Leur nombre est estimé entre 60 et 80 000 locuteurs dans la province. Ce sont les départements de Figueroa, Moreno, Robles, Sarmiento, Ibarra, San Martín, Silípica, Loreto, Atamisqui, Avellaneda, Salavina, Quebrachos, Mitre, Aguirre, et l'ouest du département de Taboada.
Historiquement le Tawantin Suyu n'est jamais arrivé à s'étendre à l'est de la sierra del Aconquija, ni de ce fait sur le territoire de la province de Santiago del Estero, mais leur langue eut une forte influence culturelle entre 1480 et 1535. Cependant paradoxalement ce qui incita le plus les peuples autochtones à s'assimiler à la culture quechua (et surtout à utiliser leur langue) fut l'activité des conquérants espagnols et surtout celle des missionnaires catholiques qui utilisèrent comme langue véhiculaire dans tout le nord-ouest argentin, y compris le Cuyo et même la région de Córdoba, le quechua très prestigieux parmi les populations autochtones. Même à Santiago del Estero, actuellement, une petite partie de la population parle un dialecte du quechua méridional (ou runa simi) appelé le quichua.
Les locuteurs du quichua se sont heurtés aux critiques et au mépris de la part des autres Argentins, ce qui a conduit à une diminution et un affaiblissement de leur culture et de l'usage de leur langue. On se moqua ouvertement d'eux, insinuant qu'ils se vêtaient de plumes (ce qui fut le cas de leurs très lointains ancêtres) et le gouvernement ne fit rien pour lutter contre ces détestables attitudes. De ce fait un fossé se creusa entre eux et le reste de la population de culture hispanique. Progressivement, au lieu d'envoyer leurs enfants apprendre leur langue maternelle à l'école, les parents indigènes se sentirent obligés de leur faire étudier la langue espagnole. Beaucoup de jeunes abandonnent ainsi la culture de leurs parents, ce qui contribue à ce que cette langue soit désormais en danger.

### Universités
La ville de Santiago del Estero est le siège de deux universités : 
- l'Universidad Nacional de Santiago del Estero possédant cinq facultés: Sciences forestières, Sciences exactes et technologies, Agronomie et Agroindustries, Humanités et sciences sociales et de la santé, Sciences médicales.
- l'Universidad Católica de Santiago del Estero.

## Démographie
Depuis 1895, la population de la province a évolué comme suit :
|                                 | 1895      | 1914      | 1947       | 1960       | 1970       | 1980       | 1991       | 2001       | 2010       |
| ------------------------------- | --------- | --------- | ---------- | ---------- | ---------- | ---------- | ---------- | ---------- | ---------- |
| Province de Santiago del Estero | 161 502   | 261 678   | 479 473    | 476 503    | 495 419    | 594 920    | 671 988    | 804 457    | 896 461    |
| Total Argentine                 | 4 044 911 | 7 903 662 | 15 893 811 | 20 013 793 | 23 364 431 | 27 949 480 | 32 615 528 | 36 260 130 | 40 091 359 |

D'après l'INDEC (Institut argentin des statistiques et des recensements), en 2003, la population était estimée à 866 576 habitants. Toujours selon l'INDEC, elle se montait à 896 461 habitants en juin 2010.
En 1895, il y avait 161 502 habitants qui peuplaient ce territoire, aussi vaste que le quart de la France. Mise à part la période des années 1950, la croissance démographique a été constante tout au long du XXe siècle, mais nettement inférieure à celle du pays. La province fut sujette à une importante émigration. On estime que quelque 500 000 santiagueños vivent actuellement hors de la province.
Plus tard dès les années 1970, on remarque que la population de la province a régulièrement augmenté, même, en pourcentage, légèrement plus que l'ensemble du pays. Enfin, la natalité observée dans la province (15 701 naissances en 2000, et 16 417 en 2004, soit un taux de 19,7 pour mille) laisse entrevoir, sauf imprévus économiques, une poursuite de la croissance démographique dans les prochaines décennies.

### Évolution prévue jusque 2040
D'après les dernières évaluations de l'INDEC (prévisions portant sur la période 2010-2040), il y aurait 958 251 habitants dans la province en 2018, c'est-à-dire une augmentation de l'ordre de plus ou moins 6 000 personnes annuellement durant cette période de huit ans, ce qui annonce la fin de la croissance rapide de la population observée ces dernières décennies depuis 1970. À l'horizon 2040, l'INDEC prévoit une population de 1 144 686 habitants, soit une augmentation de quelque 248 000 habitants entre 2010 et 2040 (environ 26 % de hausse en 30 ans), rythme inférieur aux prévisions faites pour l'ensemble du pays (31 % en trente ans). La province souffre de la proximité de la ville de Tucumán, en passe de devenir la métropole régionale, et souffre aussi de son éloignement vis-à-vis des grandes voies navigables du pays. C'est d'ailleurs le problème de l'ensemble du Chaco argentin.
Résumé de l'évolution du chiffre de la population, selon les prévisions de l'INDEC, concernant les prochaines décennies jusque 2040 : 
|                                 | 2001       | 2010       | 2020       | 2030       | 2040       |
| ------------------------------- | ---------- | ---------- | ---------- | ---------- | ---------- |
| Province de Santiago del Estero | 804 457    | 896 461    | 978 313    | 1 071 469  | 1 144 686  |
| Total Argentine                 | 36 260 130 | 40 091 359 | 45 376 763 | 49 407 265 | 52 778 477 |

## Économie
L'économie de la province est basée sur la production primaire, spécialement le secteur agricole, qui comprend, principalement, la culture du coton (actuellement la province est la deuxième productrice après la province du Chaco), le soja, le maïs et l'oignon. Pour l'élevage, les troupeaux de bovins occupent une place privilégiée. Cette activité a essentiellement lieu dans la partie est de la province, là où le climat et les précipitations sont les plus favorables.
Les caprins s'adaptent mieux au climat du reste de la province et la production de caprins atteint 15 % de la production nationale.
L'industrie du bois de quebracho et de caroubier a une certaine importance avec plus de 300 000 tonnes, dont environ 100 000 tonnes seulement sont utilisées en menuiserie, le reste partant en fumée et en charbon végétal.
Il y a peu d'industries et seulement de petite taille. Elles sont centrées surtout sur l'alimentation, les textiles et le cuir.

## Tourisme

### Tourisme culturel
Le tourisme a pris un bon départ, mais uniquement autour des principales attractions touristiques. Les touristes visitent Santiago del Estero, la plus ancienne ville d'Argentine, avec ses bâtiments historiques et ses musées. Parmi ces musées, soulignons le Centro Cultural del Bicentenario. Celui-ci héberge le Museo de Ciencias Antropológicas y Naturales Emilio y Duncan Wagner. Il contient des collections très importantes de pièces archéologiques, ethnographiques et paléontologiques. Spécialement des objets qui ont appartenu aux groupes humains qui durant des milliers d'années ont habité la région chaco-santiaguène.
Le Centro Cultural del Bicentenario héberge également le Museo Histórico Dr. Orestes Di Lullo qui fut inauguré le 25 juillet 1941. La ville de Termas de Río Hondo avec ses sources chaudes et ses 170 hôtels est la plus importante ville thermale d'Argentine. Les eaux sont réputées pour soigner l'hypertension artérielle et les rhumatismes. La ville est dotée d'un circuit automobile, l'Autódromo Termas de Río Hondo utilisé depuis 2014 lors du Grand Prix moto d'Argentine. Elle possède aussi un aéroport international (code IATA = RHD - code ICAO = SANR).
La Reserva Recreativa y Natural Tara Inti est toute proche de la ville de Termas de Río Hondo. Le barrage de Río Hondo sur le río Dulce est également une base appréciée pour les sports nautiques.

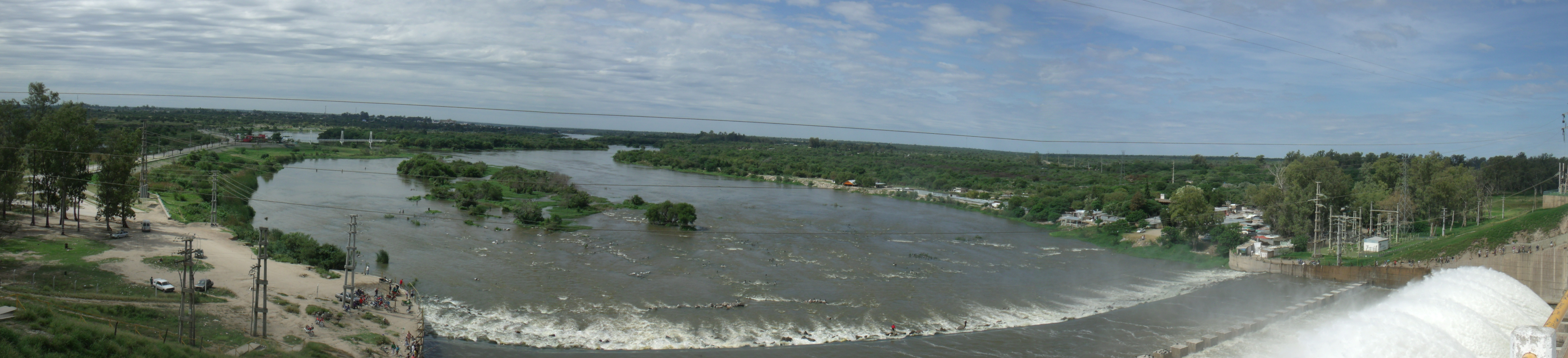
Vue panoramique du río Dulce depuis le barrage Embalse de Río Hondo sur le río Dulce.

### Tourisme écologique et d'aventure

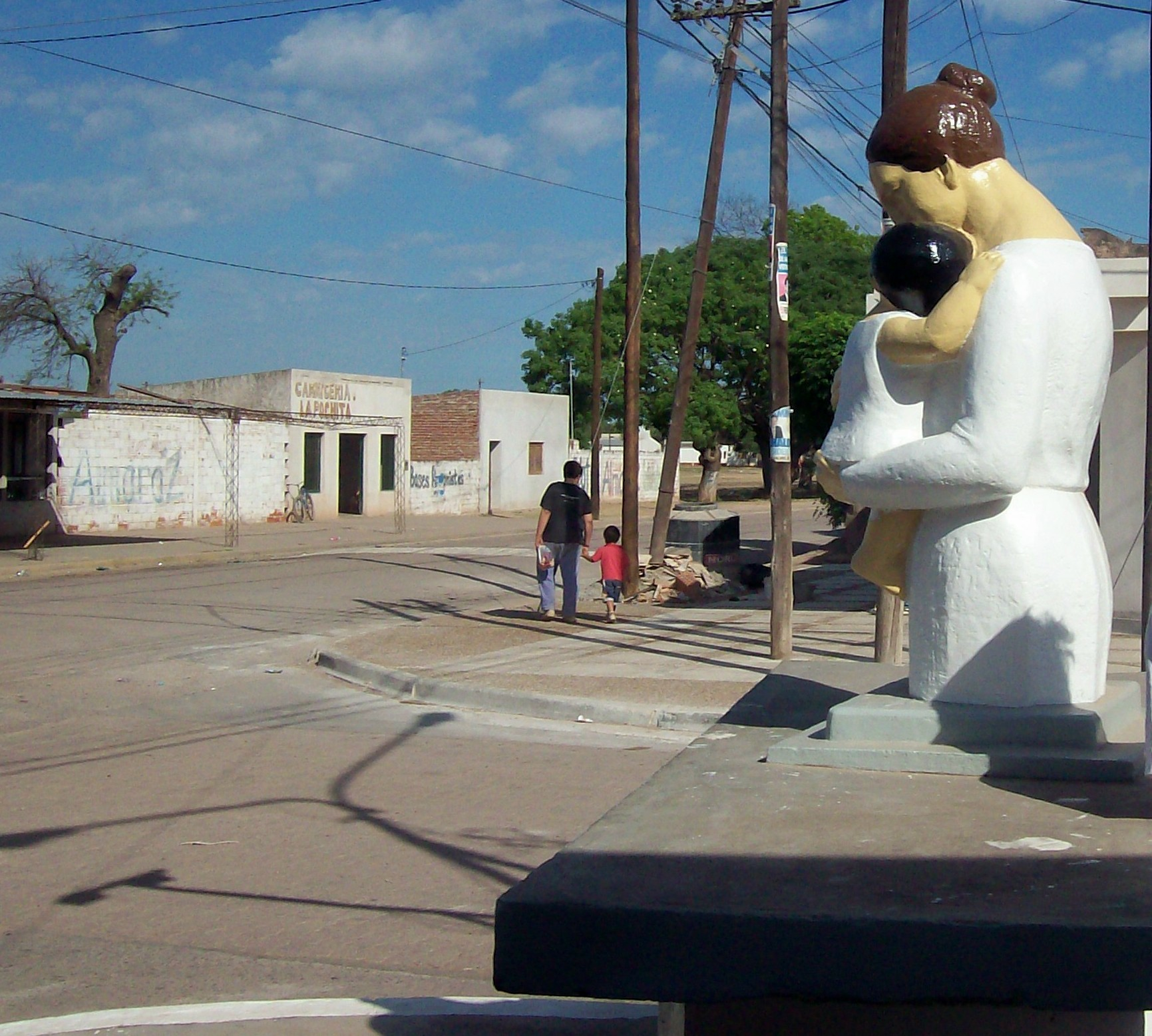
Vue de la petite ville de Tintina, perdue au fin fond du Chaco de la province.

La province est en fait fort mal connue, malgré d'importantes régions pleines de beautés naturelles. On compte plusieurs réserves ou parcs naturels : 
- Parc national Copo
- Bañados de Figueroa (es), site de marécages hébergeant de nombreux oiseaux et situé à une centaine de kilomètres au nord de Santiago del Estero, sur les deux rives du río Salado del Norte, (60 000 hectares). Un rêve aussi pour la pêche sportive.
- Sierras de Ambargasta (es)
- Sierras de Guasayán (es)
- Sierras de Sumampa (es)